# Kangerlua
Kangerlua (o Kangerdlua) è un villaggio della Groenlandia di 5 abitanti (gennaio 2005). Si trova a 61°05'N 45°42'O; appartiene al comune di Kujalleq.